# Witte koraalzwam
De witte koraalzwam (Clavulina coralloides, synoniem: Clavulina cristata) is een witte tot crèmekleurige paddenstoel, die voorkomt in de gematigde klimaten van Noord-Amerika en Europa. De schimmel is een saprofyt en is te zien vanaf de late zomer tot de winter.

## Beschrijving

### Uiterlijke kenmerken
Het vruchtlichaam bestaat uit één of meerdere stammen en is 2-8 cm hoog. De stammen zijn vertakt met enkel- of meervoudig vertakte toppen. De vertakkingen zijn 5-10 mm dik. De vruchtlicamen hebben geen specifieke geur.
De sporenprint is wit.

### Microscopische kenmerken

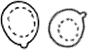
Sporen

De witte, dikwandige sporen zijn 7-11 × 6-10 µm. De basidia zijn knotsvormig, 60-80 × 6-8 µm en bevatten twee sporen.

## Ecologie
De witte koraalzwam komt individueel voor, maar is vaker te zien in groepen. De soort komt voor op humusrijke grond in naaldbossen, loofbossen en struikgewas.

## Verspreiding
De witte koraalzwam  is bijna wereldwijd verspreid. Het werd gevonden in Australië en Nieuw-Zeeland, Noord- en Midden-Amerika (Costa Rica, Mexico, Verenigde Staten, noordoostelijk tot het zuidelijkste puntje van Groenland), in Zuid-Amerika (Chili), Azië (Iran, Pakistan, India, Klein-Azië, Centraal-Azië, Japan, Korea, China) en waargenomen in Noord-Afrika (Marokko) en op de Canarische Eilanden. In Europa komt de soort meridionaal tot boreaal voor. De zwam is waargenomen in het zuiden, van Portugal en Spanje in het zuidwesten tot Griekenland in het zuidoosten. De soort komt voor in Frankrijk, de Benelux, Groot-Brittannië en Ierland en is ook wijdverspreid in Centraal-Europa. In Noord-Europa wordt de schimmel aangetroffen in Estland, in heel Fennoscandinavië en op IJsland en de Faeröer. Er zijn onvoldoende gegevens over de verspreiding ervan in Oost-Europa; de schimmel is aangetroffen in Wit-Rusland en Oekraïne, maar zal waarschijnlijk ook in Rusland voorkomen.

## Eetbaarheid
De vruchtlichamen zijn weliswaar eetbaar, maar niet smakelijk